# Omero
Omero (in greco antico: Ὅμηρος?, Hómēros, pronuncia: [ˈhomeːros]; fl. VIII secolo a.C.) è stato un poeta greco antico storicamente identificato come l'autore dell'Iliade e dell'Odissea, i due massimi poemi epici della letteratura greca. Nell'antichità gli furono attribuite anche altre opere, tra cui i cosiddetti Inni omerici, i poemetti giocosi Batracomiomachia e Margite e diversi poemi del ciclo epico.

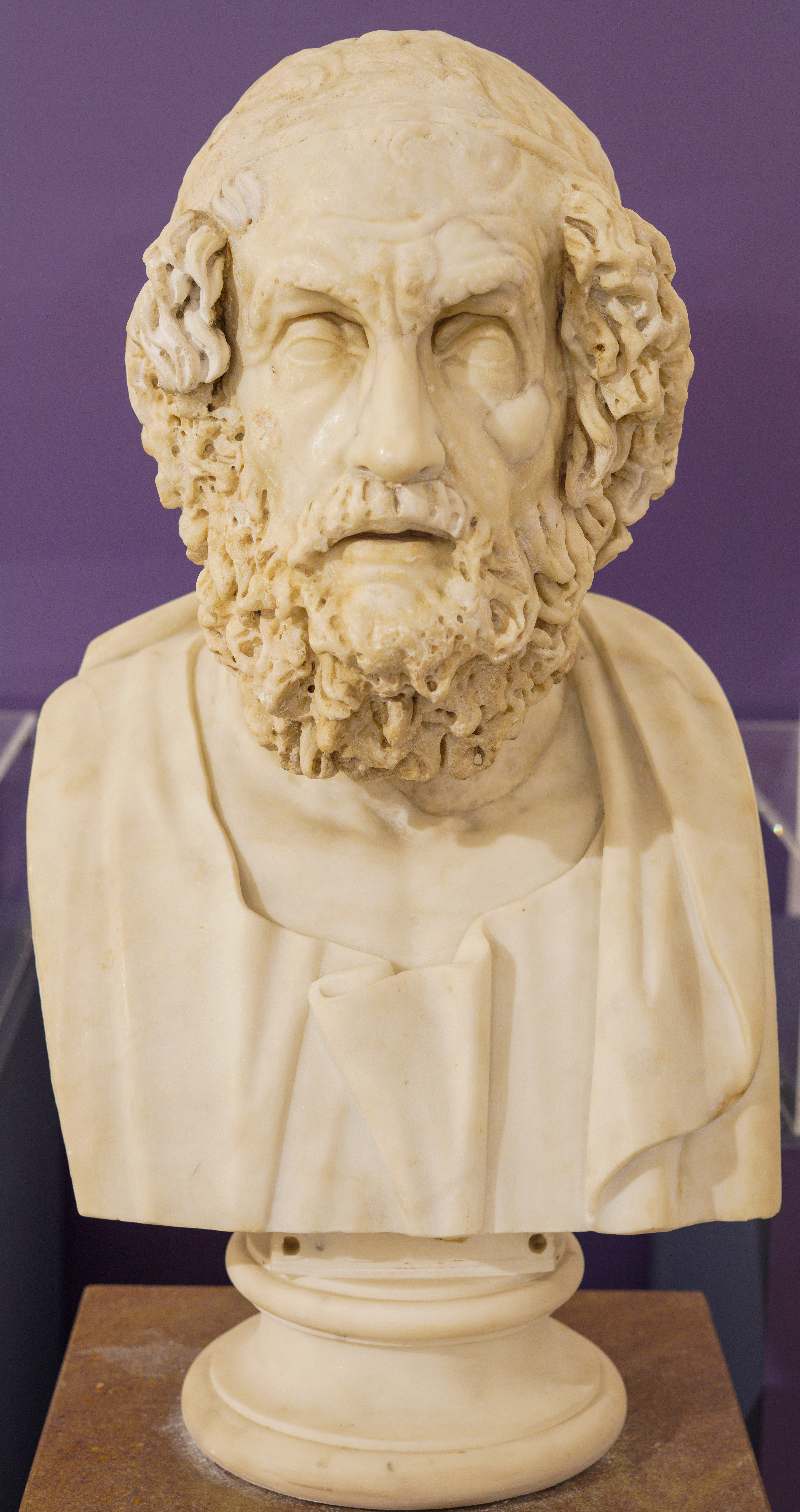
Ritratto immaginario di Omero, copia romana del II secolo d.C. di un'opera greca del II secolo a.C. Conservato al Museo archeologico nazionale di Napoli.

In breve, l'Iliade parla di 51 giorni del decimo anno della famosa Guerra di Troia, mentre l'Odissea parla del viaggio di Ulisse (Odisseo) per tornare a Itaca, l'isola su cui regna, dopo la guerra di Troia.
L'effettiva paternità della sua opera fu già posta in dubbio nei tempi antichi (dal III sec. a.C., presso la scuola filologica di Alessandria d'Egitto). In epoca moderna, a partire dalla seconda metà del Seicento, si iniziò a mettere in discussione l'esistenza stessa del poeta, inaugurando la cosiddetta questione omerica.
La lingua con cui sono scritte le sue due opere, l'Iliade e l'Odissea, è la lingua omerica, lingua esclusivamente letteraria dai caratteri compositi che presenta tratti dei principali dialetti greci.

## Nome
Il suo nome, probabilmente greco, è stato oggetto sin dall'antichità di varie spiegazioni paretimologiche:
1. ὁ μὴ ὁρῶν ho mḕ horṑn "colui che non vede" (la tradizione infatti lo vuole cieco; la cecità ha nell'antichità connotazione sacrale e spesso era simbolo di doti profetiche e di profonda saggezza. La mancanza della vista era colmata dall'ispirazione proveniente dalle Muse; molti aedi erano ciechi, come anche Demodoco nell'Odissea);
2. ὅμηρος hòmēros "l'ostaggio", "pegno", ma anche "il cieco" (come "persona che si accompagna a qualcuno", da ὁμοῦ ἔρχομαι homū̀ èrchomai, "vado insieme");
3. ὁμηρεῖν homērèin "incontrarsi"; vi erano infatti delle piccole riunioni, definibili anche assemblee, nei gruppi di "Omerìdi" che narravano quei canti che in seguito sarebbero stati i costituenti dei poemi più famosi dell'età greca arcaica.

Ancora oggi, nessuno sa quale sia il vero "significato" del suo nome.

## Tradizione biografica
La biografia tradizionale di Omero che può ricostruirsi dalle fonti antiche è probabilmente fantasiosa. I tentativi di costruire una biografia di colui che si è sempre ritenuto il primo poeta greco sono confluiti in un corpus di sette biografie comunemente indicate come Vite di Omero. La più estesa e dettagliata è quella attribuita, con tutta probabilità erroneamente, a Erodoto, e perciò definita Vita Herodotea. Un'altra biografia molto popolare tra gli antichi autori è quella attribuita, ma erroneamente, a Plutarco. A esse si può aggiungere come ottava testimonianza di simili interessi biografici l'anonimo Agone di Omero ed Esiodo. Alcune delle genealogie mitiche di Omero tramandate da queste biografie sostenevano che fosse figlio della ninfa Creteide, mentre altre lo volevano discendente di Orfeo, il mitico poeta della Tracia che rendeva mansuete le belve col suo canto.
Una parte notevolmente importante nella tradizione biografica di Omero verteva intorno alla questione della sua patria. Nell'antichità, ben sette città si contendevano il diritto di aver dato i natali a Omero: prime tra tutte, Smirne, Chio e Colofone e poi Itaca, Pilo, Argo e Atene. La maggioranza di queste città si trova nell'Asia minore e precisamente nella Ionia. In effetti, la lingua di base dell'Iliade è il dialetto ionico: questo dato attesta però soltanto che la formazione dell'epica è probabilmente da collocarsi non nella Grecia peninsulare, ma nelle città ioniche della costa anatolica, e non dice nulla sulla reale esistenza di Omero, né tanto meno sulla sua provenienza.

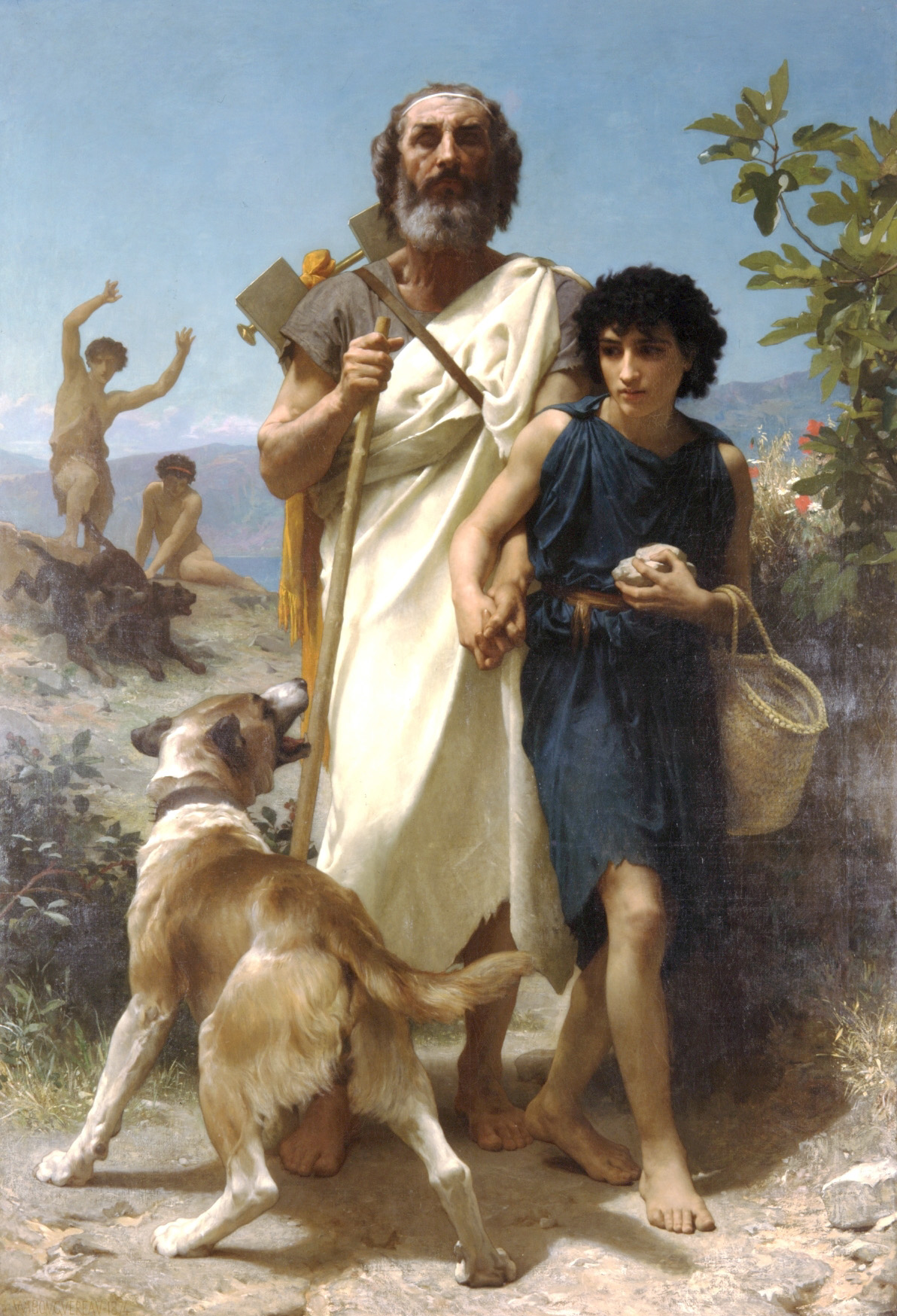
Omero e la sua guida, quadro ad olio di Bouguereau (1874; Milwaukee Art Museum).

L'Iliade contiene anche, oltre alla base ionica, molti eolismi (termini eolici). Pindaro suggerisce perciò che la patria di Omero potrebbe essere Smirne: una città sulla costa occidentale dell'attuale Turchia, abitata appunto sia da Ioni che da Eoli. Quest'ipotesi è stata però privata del suo fondamento quando gli studiosi si sono resi conto che molti di quelli che venivano considerati eolismi erano in realtà parole achee.
Secondo Semonide, invece, Omero era di Chio; di certo sappiamo solo che nella stessa Chio c'era un gruppo di rapsodi che si definivano “Omeridi”. Inoltre, in uno tra i tanti inni a divinità che vennero attribuiti ad Omero, l'Inno ad Apollo, l'autore definisce se stesso “uomo cieco che abita nella rocciosa Chio”. Accettando dunque come scritto da Omero l'Inno ad Apollo, si spiegherebbero sia la rivendicazione dei natali del cantore da parte di Chio, sia l'origine del nome (da ὁ μὴ ὁρῶν, ho mḕ horṑn, "colui che non vede"). Erano queste, probabilmente, le basi della convinzione di Simonide. Tuttavia, entrambe le affermazioni, quella di Pindaro e quella di Semonide, mancano di prove concrete.
Secondo Erodoto Omero sarebbe vissuto quattrocento anni prima della sua epoca, quindi verso la metà del IX secolo a.C.; in altre biografie Omero risulta invece nato in epoca posteriore, perlopiù verso l'VIII secolo a.C.. La contraddittorietà di queste notizie non aveva incrinato nei Greci la convinzione che il poeta fosse veramente esistito, anzi aveva contribuito a farne una figura mitica, il poeta per eccellenza. Anche sul significato del nome di Omero si sviluppò la discussione. Nelle Vite, si dice che il vero nome di Omero sarebbe stato Melesigene, cioè (secondo l'interpretazione contenuta nella Vita Herodotea) “nato presso il fiume Meleto”. Il nome Omero sarebbe quindi un soprannome: tradizionalmente lo si faceva derivare o da ὁ μὴ ὁρῶν ho mḕ horṑn, "colui che non vede", oppure da ὅμηρος hòmēros, che significherebbe "ostaggio".
Inevitabilmente un'ulteriore discussione si accese sul rapporto cronologico esistente tra Omero e l'altro cardine della poesia greca, Esiodo. Come si può vedere dalle Vite, c'era sia chi pensava che Omero fosse vissuto in età anteriore ad Esiodo, sia chi riteneva che fosse invece più giovane, e anche chi li voleva contemporanei. Nel già citato Agone si racconta di una gara poetica tra Omero ed Esiodo, indetta in occasione dei funerali di Anfidamante, re dell'isola di Eubea. Al termine della gara, Esiodo lesse un passo delle Opere e giorni dedicato alla pace e all'agricoltura, Omero uno dell'Iliade consistente in una scena di guerra.
Per questo il re Panede, fratello del morto Anfidamante, assegnò la vittoria ad Esiodo. Sicuramente, in ogni caso, questa leggenda è del tutto priva di fondamento. Sostanzialmente, in conclusione, nessuno dei dati fornitici dalla tradizione biografica antica consente affermazioni anche solo possibili per stabilire la reale esistenza storica di Omero. Anche per queste ragioni, oltre che sulla base di considerazioni approfondite sulla probabile composizione orale dei poemi (cfr. più sotto), la critica ha ormai da tempo quasi generalmente concluso che non sia mai esistito un distinto autore di nome Omero a cui ricondurre nella loro integrità i due poemi maggiori della letteratura greca.

## La questione omerica

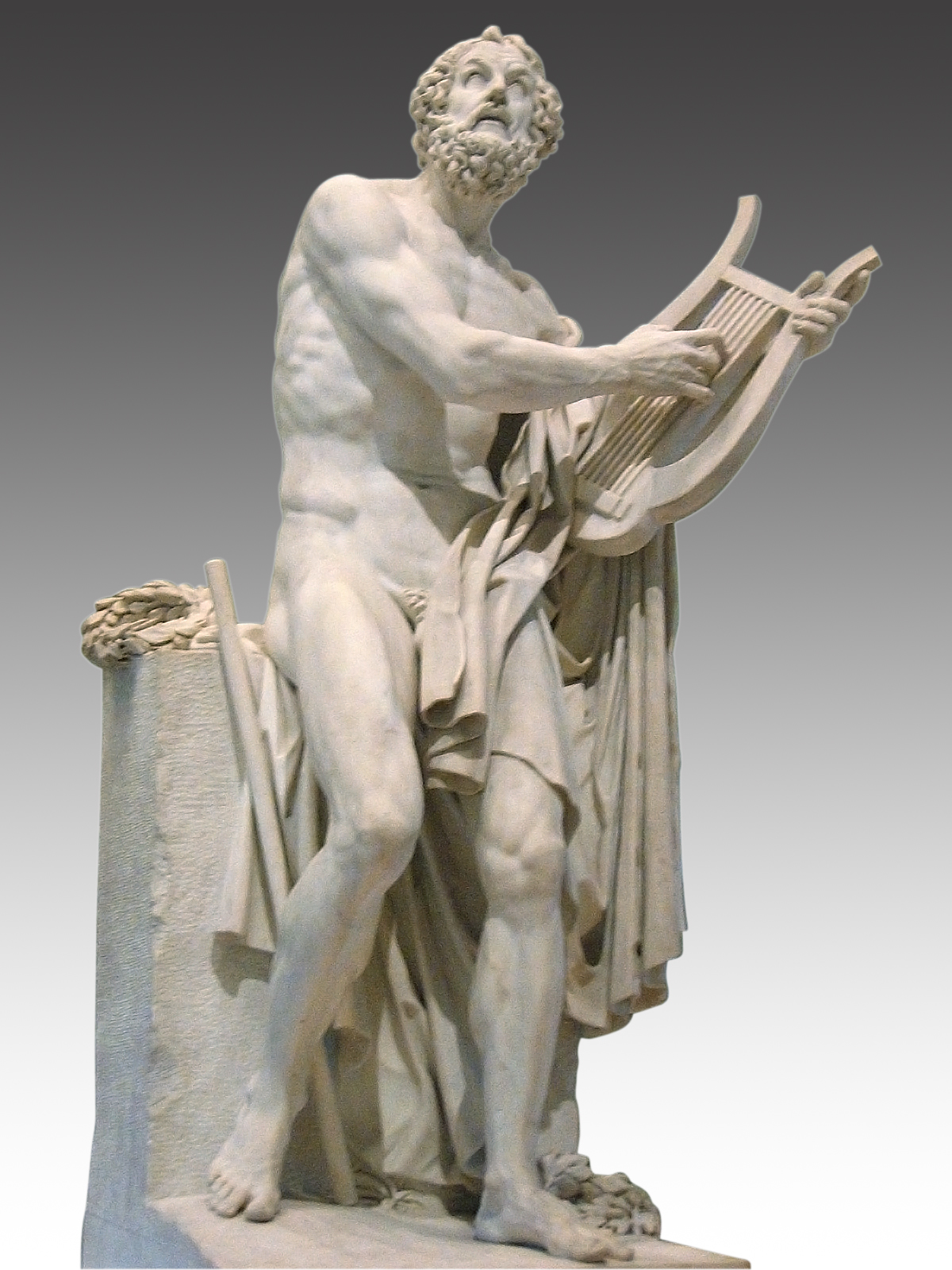
Scultura di Roland del 1812 raffigurante Omero, oggi esposta al Louvre di Parigi.

## La questione omerica[10]

### L'età antica
I numerosi problemi relativi alla reale esistenza storica di Omero e alla composizione dei due poemi diedero origine a quella che si è soliti definire "questione omerica", che per secoli ha cercato di stabilire se fosse mai realmente esistito un poeta di nome Omero e quali opere, tra tutte quelle legate alla sua figura, gli si potessero eventualmente attribuire; o, in alternativa, quale sia stato il processo di composizione dell'Iliade e dell'Odissea. La paternità della questione viene tradizionalmente attribuita a tre studiosi: François Hédelin abate d'Aubignac (1604-1676), Giambattista Vico (1668-1744) e soprattutto Friedrich August Wolf (1759-1824).
I dubbi intorno ad Omero e alla reale entità della sua produzione sono però ben più antichi. Già Erodoto, in un passo della sua storia delle guerre persiane (2, 116-7), dedica una breve digressione alla questione della paternità omerica dei Cypria, concludendo, in base a incongruenze narrative con l'Iliade, che essi non possano essere opera di Omero, ma debbano essere attribuiti a un altro poeta.
La prima testimonianza relativa a una redazione complessiva, nella forma dei due poemi, dei vari canti prima diffusi separatamente risale fino al VI secolo a.C., ed è legata al nome di Pisistrato, tiranno di Atene tra il 561 e il 527 a.C. Nel suo De oratore Cicerone dice infatti: «primus Homeri libros confusos antea sic disposuisse dicitur, ut nunc habemus» (Si dice che [Pisistrato] per primo avesse ordinato i libri di Omero, prima confusi, così come ora li abbiamo). È stata così sostenuta un'ipotesi secondo cui nella biblioteca che, stando ad alcune fonti, Pisistrato avrebbe organizzato ad Atene fosse contenuta l'Iliade di Omero, fatta realizzare dal figlio Ipparco. Tuttavia, la tesi della cosiddetta "redazione pisistratea" è stata screditata, così come l'esistenza stessa di una biblioteca ad Atene nel VI secolo a.C.: il filologo italiano Giorgio Pasquali affermava che, supponendo l'esistenza di una biblioteca ad Atene in quel periodo, non si vede cosa avrebbe potuto contenere, per il numero ancora relativamente ridotto di opere prodotte e per l'uso non ancora preminente della scrittura a cui affidarle.
Una parte dei critici antichi, rappresentata soprattutto dai due grammatici Xenone ed Ellanico, noti come i χωρίζοντες (chōrìzontes, ovvero "separatisti"), confermavano invece l'esistenza di Omero, ma ritenevano che non tutti e due i poemi fossero da ricondurre a lui, e perciò gli attribuivano unicamente l'Iliade, mentre ritenevano l'Odissea composta oltre cent'anni dopo da un ignoto aedo.
Nell'antichità furono soprattutto Aristotele e i grammatici alessandrini a occuparsi della questione. Il primo affermava l'esistenza di Omero, ma, tra tutte le opere legate al suo nome, gli attribuiva la composizione soltanto di Iliade, Odissea e Margite. Fra gli alessandrini, i grammatici Aristofane di Bisanzio e Aristarco di Samotracia formularono l'ipotesi destinata a restare la più diffusa fino all'avvento dei filologi oralisti. Essi sostenevano l'esistenza di Omero e gli attribuivano soltanto l'Iliade e l'Odissea; inoltre, sistemarono le due opere nella versione che possediamo oggi e ne espunsero i passi a loro dire corrotti e integrarono alcuni versi.
Una precisazione della tesi di Aristarco si può considerare la conclusione, dovuta a ragioni stilistiche, a cui giunge l'anonimo del Sublime, secondo cui Omero avrebbe composto l'Iliade in giovane età e l'Odissea da anziano.

### La nuova formulazione moderna della questione
(Mario Rapisardi)
Le discussioni sull'esistenza di Omero ebbero una svolta con la composizione dell'opera dell'abate d'Aubignac Conjectures académiques ou dissertation sur l'Iliade (1664, ma pubblicata postuma nel 1715), in cui si sosteneva che Omero non fosse mai esistito, e che i poemi come noi li leggiamo siano il frutto di un'operazione redazionale che avrebbe riunito in un unico testo episodi epici originariamente isolati.
In questa nuova fase della critica omerica, la posizione di Giambattista Vico, che solo in epoca recente è entrata a far parte della storia della “questione omerica”, riveste in realtà un ruolo importantissimo. Proprio nel capitolo della Scienza nuova (ultima edizione del 1744) dedicato a “la discoverta del vero Omero” si ha infatti la prima formulazione dell'oralità originaria della composizione e della trasmissione dei poemi. In Omero, secondo Vico (come già aveva affermato d'Aubignac, che Vico non conosceva), non bisogna riconoscere una reale figura storica di poeta, ma "il popolo greco poetante", ossia una personificazione della facoltà poetica del popolo greco.
Nel 1788 vengono infine pubblicati da Jean-Baptiste-Gaspard d'Ansse de Villoison gli scolii omerici contenuti a margine del più importante manoscritto dell'Iliade, il Veneto Marciano A, che costituiscono una fonte fondamentale di conoscenze sull'attività critica compiuta sui poemi in età ellenistica. Lavorando su questi scolii, Friedrich August Wolf nei celebri Prolegomena ad Homerum (1794) tracciò per la prima volta la storia del testo omerico qual è ricostruibile per il periodo che va da Pisistrato fino all'epoca alessandrina. Spingendosi poi ancora più indietro, Wolf avanzò nuovamente l'ipotesi che già era stata di Vico e di d'Aubignac, sostenendo l'originaria composizione orale dei poemi, che poi sarebbero stati trasmessi sempre oralmente almeno fino al V secolo a.C.

### Analitici e unitari
Le conclusioni di Wolf secondo cui i poemi omerici non sarebbero opera di un singolo poeta, ma di più autori che operavano oralmente, portarono la critica a orientarsi in due schieramenti. La prima a svilupparsi fu la cosiddetta critica analitica o separatista: sottoponendo i poemi ad una capillare indagine linguistica e stilistica, gli analitici si proponevano di individuare tutte le eventuali cesure interne ai due poemi con lo scopo di riconoscere le personalità dei diversi autori di ogni episodio. I principali analitici (chorizontes) furono: Gottfried Hermann (1772-1848), secondo cui i due poemi omerici deriverebbero da due nuclei originali ("Ur-Ilias", intorno all'ira di Achille, e "Ur-Odyssee", incentrata sul ritorno di Odisseo), a cui sarebbero state fatte aggiunte ed ampliamenti; Karl Lachmann (1793-1851), le cui teorie trovano una certa analogia con quelle di Hédelin d'Aubignac, secondo cui l'Iliade sarebbe composta da 16 canti popolari riuniti e poi trascritti per ordine di Pisistrato (Kleinliedertheorie); Adolf Kirchoff, che, studiando l'Odissea, teorizzò che fosse composta da tre poemi indipendenti (la Telemachia, il νόστος o viaggio di ritorno di Ulisse e l'arrivo in patria); Ulrich von Wilamowitz-Moellendorff (1848-1931), il quale sosteneva che Omero avesse raccolto e rielaborato dei canti tradizionali, organizzandoli attorno ad un unico tema.
A questo indirizzo della critica si opposero naturalmente le posizioni di quegli studiosi che, come Wolfgang Schadewaldt, credevano di poter trovare nei vari rimandi interni ai poemi, nei procedimenti di anticipazione di episodi non ancora avvenuti, nella distribuzione dei tempi e nella struttura dell'azione le prove di un'unità d'origine nella concezione delle due opere. I due poemi sarebbero stati composti fin dall'inizio in modo unitario, con una struttura ben congegnata e una serie di episodi appositamente predisposti in vista di un fine, senza con ciò negare eventuali inserzioni avvenute in seguito, nel corso dei secoli e col procedere delle recitazioni. È senz'altro significativo che proprio Schadewaldt, uno degli esponenti principali della corrente unitaria, abbia anche dato fede al nucleo centrale, se non ai singoli dettagli narrativi, delle Vite omeriche, cercando di estrapolare la verità dalla leggenda e di ricostruire una figura di Omero storicamente verosimile.

### L'ipotesi oralistica

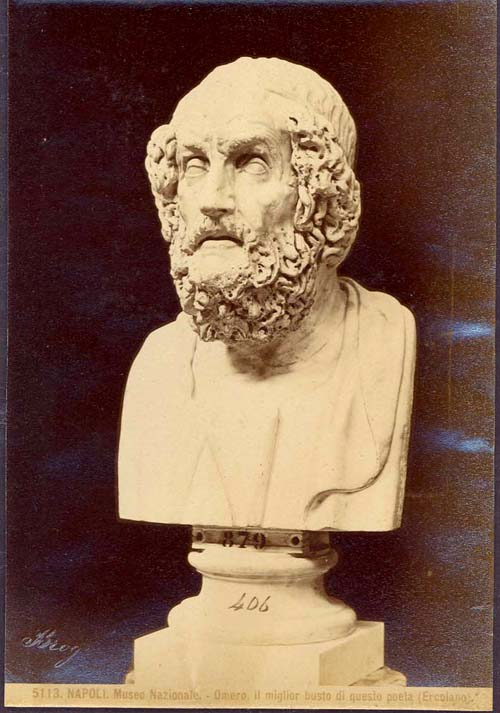
Busto di Omero nel museo nazionale di Napoli.

Almeno nei termini in cui era tradizionalmente formulata, la questione omerica è lontana dall'essere risolta, perché in realtà è probabilmente insolubile. Nel secolo scorso, le domande ormai classiche intorno a cui si era fino allora imperniata la questione omerica cominciarono in effetti a perdere di senso di fronte a una nuova impostazione del problema resa possibile dagli studi sui processi di composizione dell'epica nelle culture pre-letterarie effettuati sul campo da alcuni studiosi statunitensi.
Il pioniere di questi studi, e il principale tra quelli che vengono definiti "filologi oralisti", fu Milman Parry, studioso statunitense, che formulò la prima versione della sua teoria in L'epithète traditionelle dans Homère. Essai sur un problème de style homérique (1928). Nella teoria di Parry (che non era specificamente un omerista), auralità e oralità sono la chiave di lettura: gli aedi avrebbero cantato improvvisando, o meglio impostato elementi via via innovativi su una matrice standard; oppure avrebbero declamato al pubblico dopo aver composto in forma scritta.
Ebbene Parry ipotizzò un primo momento in cui i due testi dovettero circolare di bocca in bocca, da padre in figlio, esclusivamente in forma orale; successivamente per esigenze pratiche ed evolutive intervenne qualcuno ad unificare, quasi "cucendoli", i vari tessuti dell'epos omerico, e questo qualcuno potrebbe essere un Omero realmente vissuto o un'équipe rapsodica specializzata sotto il nome "Omero". Il centro della ricerca di Parry riguarda, come dichiara il titolo del suo saggio, l'epiteto tradizionale epico, cioè l'attributo che accompagna il nome nei testi omerici (“piè veloce Achille”, per esempio), che viene studiato nel contesto del nesso formulare che l'insieme nome-epiteto determina. Le conclusioni cardine della teoria di Parry si possono così riassumere:
- l'epiteto è fisso ed il suo utilizzo è determinato non dal suo significato, ma dal valore metrico che la coppia nome-epiteto viene ad assumere nel verso;
- l'epiteto ha funzione esclusivamente ornamentale: non aggiunge cioè al nome che accompagna una specificazione necessaria, e spesso nemmeno coerente con le caratteristiche del personaggio che qualifica (Menelao, ad esempio, è costantemente definito nell'Iliade “forte nel grido” anche se non grida mai, e allo stesso modo personaggi moralmente negativi possono essere qualificati con l'aggettivo “valoroso”);
- l'epiteto è tradizionale, gli epiteti, cioè, fanno parte di un repertorio d'uso a disposizione dei poeti, che non hanno perciò bisogno di crearne di nuovi, ma attingono a una preesistente tradizione di aedi.

I principi così costituiti della tradizionalità e formularità della dizione epica portano Parry a pronunciarsi sulla questione omerica, distruggendone i presupposti in nome dell'unica certezza che un simile studio formulare dei poemi consente di raggiungere: nella loro struttura, l'Iliade e l'Odissea sono assolutamente arcaici, ma questo permette solo di affermare che essi rispecchiano una tradizione consolidata di aedi. Questo giustifica la somiglianza stilistica esistente tra i due poemi. Non consente però di dire nulla di certo sul loro autore, né su quanti possano esserne stati gli autori.
Subito le tesi di Parry vennero estese su un campo più ampio della coppia nome-epiteto. Walter Arend, in un celebre libro del 1933 (Die typischen Szenen bei Homer), riproponendo le tesi di Parry, notava che non solamente ci sono delle ripetizioni di segmenti metrici, ma anche scene fisse o tipiche (discesa dalla nave, descrizione dell'armatura, morte dell'eroe, etc.), vale a dire scene che si ripetono letteralmente ogni volta che si ripresenta un identico contesto nella narrazione. Individuò quindi dei canoni compositivi globali, che avrebbero organizzato l'intera narrazione: il catalogo, la ring composition e lo schidione.
Infine, Eric Havelock ipotizzò che l'opera omerica fosse in realtà un'enciclopedia tribale: i racconti sarebbero serviti ad insegnare la morale o trasmettere la conoscenza e quindi l'opera avrebbe dovuto essere costruita secondo una struttura educativa.

## La tradizione manoscritta

Moneta da 50 dracme raffigurante Omero.

### L'antichità
L'Iliade e l'Odissea vennero fissate per iscritto nella Ionia di Asia, intorno all'VIII secolo a.C.: la scrittura venne introdotta nel 750 a.C. circa; si è supposto che trent'anni dopo, nel 720 a.C., gli aedi (cantori professionisti) potessero già utilizzarla. È probabile che più aedi abbiano cominciato ad usare la scrittura per fissare testi che affidavano completamente alla memoria; la scrittura era null'altro che un nuovo mezzo per agevolare il proprio lavoro, sia per poter lavorare più facilmente sui testi, sia per non dover affidare tutto alla memoria.
Nell'epoca dell'auralità il magma epico cominciò a sedimentarsi nella sua struttura, pur mantenendo una certa fluidità.
È probabile che inizialmente ci fossero un grandissimo numero di episodi e sezioni rapsodiche legati al Ciclo Troiano; vari autori, nell'epoca dell'auralità (cioè intorno al 750 a.C. circa) operarono una cernita, scegliendo da questa ingente mole di racconti un numero sempre più esiguo di sezioni, numero che se per Omero fu 24, per altri autori poteva essere 20, o 18, o 26, o anche 50. Quel che è certo è che la versione di Omero si impose sulle altre; benché dopo di lui altri aedi avessero continuato a selezionare continuamente episodi per creare la “loro” Iliade, essi tennero conto che la versione dell'Iliade più in voga era quella di Omero. In sostanza, non tutti gli aedi cantavano la stessa Iliade, e non si arrivò mai ad avere un testo standard per tutti; c'erano una miriade di testi simili tra loro, ma con leggere differenze.
Durante l'auralità, Il poema non ha ancora una struttura definitivamente chiusa.
Non possediamo l'originale più antico dell'opera, ma è probabile che già nel VI secolo a.C. ne circolassero degli esemplari.
L'auralità non consentì di stabilire delle edizioni canoniche. Dagli scolii omerici abbiamo notizia di edizioni dei poemi preparate dalle singole città e dette perciò κατὰ πόλεις (katà pòleis): Creta, Cipro, Argo e Marsiglia avevano ciascuna la sua versione locale dei poemi di Omero. Le varie edizioni κατὰ πόλεις non erano probabilmente molto discordanti tra di loro. Abbiamo anche notizia di edizioni precedenti all'ellenismo, dette πολυστικός polystikòs, “con molti versi”; queste edizioni si caratterizzavano per un numero di versi maggiore di sezioni rapsodiche rispetto alla vulgata alessandrina; varie fonti ce ne parlano, ma non ne conosciamo l'origine.
Oltre a queste edizioni approntate dalle diverse città, sappiamo anche dell'esistenza di edizioni κατ' ἄνδρα (kat'àndra), cioè preparate da singoli individui per personaggi illustri che desideravano avere delle edizioni proprie. Un esempio celebre è quello di Aristotele, che si fece creare un'edizione dell'Iliade e dell'Odissea per farla leggere ad Alessandro Magno, suo discepolo, intorno alla fine del IV secolo a.C.
In questo stato di cose, i poemi omerici furono inevitabilmente soggetti ad alterazioni e interpolazioni per quasi quattro secoli prima dell'età alessandrina. I rapsodi, recitando il testo trasmesso per via orale, e quindi non fissato stabilmente, vi potevano inserire o sottrarre parti, invertire l'ordine di certi episodi, accorciarne o ampliarne certi altri. Inoltre, poiché l'Iliade e l'Odissea erano la base dell'insegnamento elementare (generalmente i piccoli greci imparavano a leggere esercitandosi sui poemi di Omero) non è improbabile che i maestri semplificassero i poemi affinché fossero di più facile comprensione per i bambini, anche se la critica recente tende a minimizzare la portata di questi interventi scolastici.
Probabilmente più estesi furono gli interventi mirati a correggere alcuni particolari scabrosi appartenenti a usanze e credenze non più in accordo con la mentalità più moderna, specialmente per quanto riguarda l'atteggiamento nei confronti delle divinità. In effetti, fin dall'inizio la rappresentazione eccessivamente terrena degli dèi omerici (litigiosi, lussuriosi e sostanzialmente non estranei ai vari vizi degli uomini) turbò i destinatari più attenti (celebre è soprattutto la critica rivolta alle divinità omeriche da Senofane di Colofone). Gli scolii attestano un certo numero di interventi, anche piuttosto cospicui (a volte potevano venire soppresse anche decine di versi consecutivi) intesi proprio a smussare questi aspetti non più compresi o condivisi.
Alcuni studiosi ritengono che, col tempo, si sia arrivati a una sorta di testo base attico, una vulgata attica (la parola vulgata viene usata dagli studiosi in riferimento alla Vulgata di San Girolamo, che all'inizio dell'era cristiana analizzò le varie versioni latine della Bibbia esistenti e le unificò in un testo latino definitivo, che chiamò appunto vulgata – per il volgo, da divulgare).
Gli antichi grammatici alessandrini tra il III e il II secolo a.C. concentrarono il loro lavoro di filologia del testo su Omero, sia perché il materiale era ancora molto confuso, sia perché egli era universalmente riconosciuto come il padre della letteratura greca. Il lavoro degli alessandrini viene in genere indicato col termine emendatio, versione latina del greco διώρθωσις, che consisteva nell'eliminare le varie interpolazioni e nel ripulire il poema dai vari versi formulari suppletivi, formule varianti che entravano anche tutte insieme.

Si arrivò dunque ad un testo definitivo. Il contributo principale fu quello di tre grandi filologi, vissuti tra la metà del terzo secolo e la metà del secondo: Zenodoto di Efeso forse elaborò la numerazione alfabetica dei libri e quasi sicuramente inventò un segno critico, l'obelos, per indicare i versi a suo parere interpolati; Aristofane di Bisanzio, di cui non resta nulla, ma pare fosse stato un gran commentatore, inserì il prosodio, i segni critici (come la crux) e gli spiriti; Aristarco di Samotracia operò un'ampia (e oggi considerata eccessiva) atticizzazione, dal momento che egli era convinto che Omero fosse di Atene, e si occupò di scegliere una lezione per ogni vocabolo “dubbio”, curandosi anche di mettere un obelos con le altre lezioni scartate; non è ancora chiaro in quale misura si sia basato sul proprio giudizio e in quale invece sulla comparazione delle varie copie a sua disposizione.
Il testo di Aristarco finì con l'imporsi su quello dei suoi predecessori, ma il testo dell'Iliade oggi a nostra disposizione è piuttosto diverso da quello di Aristarco. Su 874 punti in cui egli scelse una particolare lezione, solo 84 tornano nei nostri testi; la vulgata alexandrina corrisponde quindi alla nostra solo per il 10%. Questo dimostra che il testo della vulgata alessandrina non era definitivo; è probabile che nella stessa biblioteca ellenistica d'Alessandria in Egitto, dove gli studiosi erano famosi per i loro litigi, ci fossero più versioni dell'Iliade. I motivi per cui il testo alessandrino di Aristarco non riuscì a influenzare fortemente la tradizione sono spiegate dal grecista Raffaele Cantarella: per quanto elaborato a livello critico, il testo aristarcheo era stato realizzato in un ambiente culturalmente elitario di una zona periferica del mondo greco com'era Alessandria; è quindi inevitabile che anche in età ellenistica circolassero più versioni del testo omerico, probabilmente influenzate dalle varie tradizioni orali e rapsodiche.
Secondo l'interpretazione più probabile, i grammatici alessandrini spiegavano le loro scelte testuali in commenti separati, a cui rimandavano i vari segni critici apposti al testo vero e proprio. Questi commenti si definivano con il termine ὑπομνήματα (commentarii), nessuno dei quali si è conservato. Da essi derivano però le osservazioni marginali tramandate insieme al testo dei poemi nei codici medievali, gli scolii (σχόλια), che rappresentano per noi dei ricchi repertori di osservazioni al testo, note, lezioni, commenti. Il nucleo fondamentale di questi scolii si formò probabilmente nei primi secoli dell'era cristiana: quattro grammatici (Didimo, Aristonico, Nicanore e Erodiano), vissuti tra il III e il II secolo a.C. dedicarono ai poemi omerici (soprattutto l'Iliade), dei commenti linguistici e filologici che si rifacevano alle osservazioni critiche dei grammatici alessandrini. Gli studi di questi quattro grammatici vennero poi compendiati da uno scoliasta successivo (forse di epoca bizantina) nell'opera comunemente nota come Commento dei Quattro.
Intorno alla metà del II secolo, dopo il lavoro di Alessandria, circolavano quindi il testo alessandrino e residui di altre versioni. Di certo gli alessandrini stabilirono il numero di versi e la suddivisione dei libri.
Dal 150 a.C. sparirono le altre versioni testuali e si impose un unico testo dell'Iliade; tutti i papiri ritrovati da quella data in poi corrispondono ai nostri manoscritti medievali: la vulgata medievale è la sintesi di tutto quanto.

### Il Medioevo
Nel Medioevo occidentale non era diffusa la conoscenza del greco, nemmeno tra personaggi come Dante o Petrarca; uno dei pochi a conoscerlo era Boccaccio, che ne apprese i primi rudimenti a Napoli dal monaco calabrese Barlaam e ne consolidò in seguito la conoscenza grazie alla collaborazione con il grecista Leonzio Pilato. L'Iliade era conosciuta in occidente grazie alla Ilias tradotta in latino di età neroniana.
Prima del lavoro dei grammatici Alessandrini, il materiale di Omero era molto fluido, ma anche dopo di esso altri fattori continuarono a modificare l'Iliade, e per arrivare alla κοινή omerica bisogna aspettare il 150 a.C. L'Iliade fu molto più copiata e studiata dell'Odissea.
Nel 1170 Eustazio di Salonicco contribuì in modo significativo a questi studi.

### L'età moderna e contemporanea
Nel 1920 ci si rese conto che era impossibile fare uno stemma codicum per Omero perché, già in quell'anno, escludendo i frammenti papiracei, c'erano ben 188 manoscritti, e perché non si riesce a risalire ad un archetipo di Omero. Spesso i nostri archetipi risalgono al IX secolo d.C., quando a Costantinopoli il patriarca Fozio si preoccupò che tutti i testi scritti in alfabeto greco maiuscolo fossero convertiti in minuscolo; quelli che non furono trascritti sono andati perduti. Per Omero, tuttavia, non esiste un solo archetipo: le trascrizioni avvennero in più luoghi contemporaneamente.
Il nostro più antico manoscritto capostipite completo dell'Iliade è il Marcianus 454a, conservato nella Biblioteca Marciana di Venezia, che risale al X secolo d.C.: nel corso del XV secolo fu portato in Occidente da Giovanni Aurispa. I primi manoscritti dell'Odissea sono invece dell'XI secolo d.C.
L'editio princeps dell'Iliade è stata stampata nel 1488 a Firenze da Demetrio Calcondila. Le prime edizioni veneziane, dette "aldine" dal nome dello stampatore Aldo Manuzio, furono ristampate ben tre volte, nel 1504, 1517, 1521, indice questo senza dubbio del gran successo sul pubblico dei poemi omerici.
Un'edizione critica dell'Iliade fu pubblicata nel 1909 a Oxford a cura di David Binning Monro e Thomas William Allen. L'Odissea fu edita nel 1917 da Allen.

## Religione e antropologia in Omero

Ingres, Apoteosi di Omero (1827; Parigi, Musée du Louvre, num. invent. 5417). Qui, in questo quadro moderno, è ripresa una diffusa allegoria nell'antichità classica.

La religione greca era fortemente ancorata al mito e infatti in Omero si dispiega tutta la religione olimpica (carattere panellenico).
Secondo alcuni, la religione "omerica" ha forti caratteri primitivi e recessivi:
- antropomorfismo: gli dèi hanno, oltre all'aspetto, anche le passioni in comune con gli uomini;
- zoomorfismo: alcuni dèi greci conservano tracce di antichi dèi totemici o zoomorfi nei loro epiteti ferini;
- insufficienza escatologica e mistica: non c'è una cultura dell'aldilà e un contatto diretto con la divinità, fatta eccezione per i culti misterici (ad esempio il dionisismo).

Secondo Walter F. Otto, la religione "omerica" è il modello più avanzato che la mente umana abbia mai concepito, perché scinde l'essere dall'essere stato.
L'uomo omerico è particolaristico, perché è la somma di parti diverse:
- σῶμα (sṑma), il corpo;
- ψυχή (psȳchḕ), il soffio vitale;
- θυμός (thȳmòs), il centro affettivo;
- φρήν (phrḕn), il centro razionale;
- νοῦς (nūs), l'intelligenza.

L'eroe omerico basa il riconoscimento del proprio valore sulla considerazione che la società ha di lui. Questa affermazione è vera a tal punto che alcuni studiosi, in particolare E. Dodds, definiscono tale società come "società della vergogna". Infatti non è tanto la colpa oppure il peccato, ma la vergogna a sancire il decadimento dell'eccellenza dell'eroe, la perdita della sua condizione di esemplarità. Quindi un eroe diviene modello per la propria società nella misura in cui gli vengono riconosciute azioni eroiche, mentre in caso queste non gli vengano più attribuite, decade da essere modello e sprofonda nella vergogna.
L'eroe aspira dunque alla gloria (κλέος klèos) e possiede tutte le qualità per conquistarla: vigore fisico, coraggio, forza di sopportazione. Egli non è solamente forte, ma anche bello (καλός καὶ ἀγαθός kalòs kài agathòs, bello, valoroso e virtuoso; kalokagathia) e solo altri eroi possono affrontarlo e vincerlo. I grandi guerrieri sono anche eloquenti, tengono lunghi discorsi nell'assemblea prima e durante il combattimento. Siamo in una società dominata dall'aristocrazia guerriera in cui la nobiltà di stirpe è sottolineata dalla menzione del padre, della madre e spesso anche degli antenati. L'eroe ha o desidera avere discendenza maschile per perpetuare il prestigio della famiglia in quanto la società è essenzialmente una società di uomini, perché l'uomo rappresenta la continuità della stirpe: è lui che viene ucciso, mentre le donne sopravvivono come preda di guerra e diventano le schiave o concubine dei vincitori. Il premio del valore, oltre che la vittoria sul nemico, è rappresentato anche dalla preda, perciò gli eroi omerici sono ricchi e avidi di ricchezza ed in patria possiedono terre, bestiame, oggetti preziosi.
Agamennone deve accompagnare con regali l'ambasceria che invia ad Achille; questi restituisce il cadavere di Ettore, perché così vogliono gli dei, ma nel contempo accetta i preziosi pepli, i talenti d'oro e gli altri oggetti che gli offre Priamo. Le discordie tra eroi sono inevitabili dato che essi sono molto gelosi del loro onore (τιμή tīmḕ), come appare ad esempio nello scontro tra Agamennone ed Achille in cui ciascuno si sentirebbe sminuito nel proprio onore se cedesse (Agamennone esercita i diritti di un re, ad Achille è stato tolto quello che gli spettava come al più forte dei guerrieri). Sconosciuta è la pietà per i vinti, a maggior ragione se si tratta di vendetta: Telemaco impicca di sua mano le ancelle infedeli; Ettore non riesce ad ottenere da Achille neanche l'impegno di restituire il suo corpo. Ma egli aveva ucciso Patroclo, e l'amicizia è un tratto essenziale del mondo eroico. La morte viene sempre accettata con naturalezza e in battaglia essa è l'unica alternativa alla vittoria: così vuole l'onore (anche se in realtà molti eroi si volgono alla fuga, e sono rampognati o criticati per essere fuggiti, sia tra i greci, inclusi Odisseo e Diomede, sia tra i troiani, come Enea). E la narrazione omerica è dignitosa e pacata anche nel descrivere gli orrori della battaglia, le ferite, le uccisioni. Nessuna ricompensa attende l'eroe nell'aldilà: egli riceve gli onori funebri dovuti al proprio rango. Quanto alle figure femminili esse sono complesse ed il loro ruolo è prevalentemente passivo, di sofferenza e di attesa, sono le vittime eterne della guerra (Andromaca, Penelope). Comunque, a differenza di altri poeti successivi, vi è una certa di neutralità verso la figura di Elena, vista come portatrice di un proprio fato, e non traditrice o ingannatrice.
La concezione degli dèi in Omero è, come già accennato, antropomorfa. Le alterne vicende della guerra vengono decise sull'Olimpo. Gli dèi parlano ed agiscono come mortali. Hanno qualità umane in misura incomparabilmente superiore. Il loro riso è inestinguibile (ἄσβεστος γέλος àsbestos ghèlos, "riso inestinguibile"), la loro vita trascorre in mezzo a festosi banchetti: è ciò che l'uomo sogna. I loro sentimenti, i moti dell'animo sono umani: si provocano a vicenda, sono sensibili all'adulazione, iracondi e vendicativi, cedono alle seduzioni, se commettono una colpa possono anche essere puniti. Marito e moglie si tradiscono a vicenda, di preferenza con esseri mortali, senza che questi episodici amori mettano in pericolo le istituzioni divine. Sugli uomini hanno un potere assoluto, talvolta capriccioso, e ne fanno un uso anche crudele. Era acconsentirebbe che Zeus distruggesse Argo, Sparta, Micene, le tre città a lei care, purché appaghi il suo desiderio e faccia rompere la tregua tra Greci e Troiani. Gli dèi assistono i mortali nei pericoli, spesso sono teneri, ma possono anche essere spietati. Atena attira Ettore nel duello mortale presentandosi a lui sotto forma del fratello Deifobo e l'eroe, ignaro, la segue; intanto Apollo è fuggito davanti ad Achille e ha abbandonato al suo destino il proprio guerriero prediletto. Esiste poi, al di sopra degli dei, la Moira (Μοῖρα), il Fato. Gli dèi sono immortali, ma non invulnerabili, Diomede, nel V libro dell'Iliade, ferì consecutivamente Afrodite e Ares.
Gli dèi citati da Omero sono sia molti di quelli presenti anche nella mitologia micenea, sia quelli che si aggiunsero successivamente, a capo degli Olimpi è posto Zeus, e non Poseidone come pare all'epoca dei palazzi micenei, la maggior parte delle divinità post-micenee (come Apollo) parteggia per i Troiani.
Importante è inoltre il concetto di δίκη (dìke) che è la "giustizia" fra gli uomini, la quale può essere garantita anzitutto dal re, da colui che comanda una comunità militare o da un gruppo di persone preposte al giudizio. Fondamentale nell'attuazione della δίκη è l'applicazione delle θέμιστες (thémistes), "norme" che regolano il diritto e di cui gli dei sono garanti.

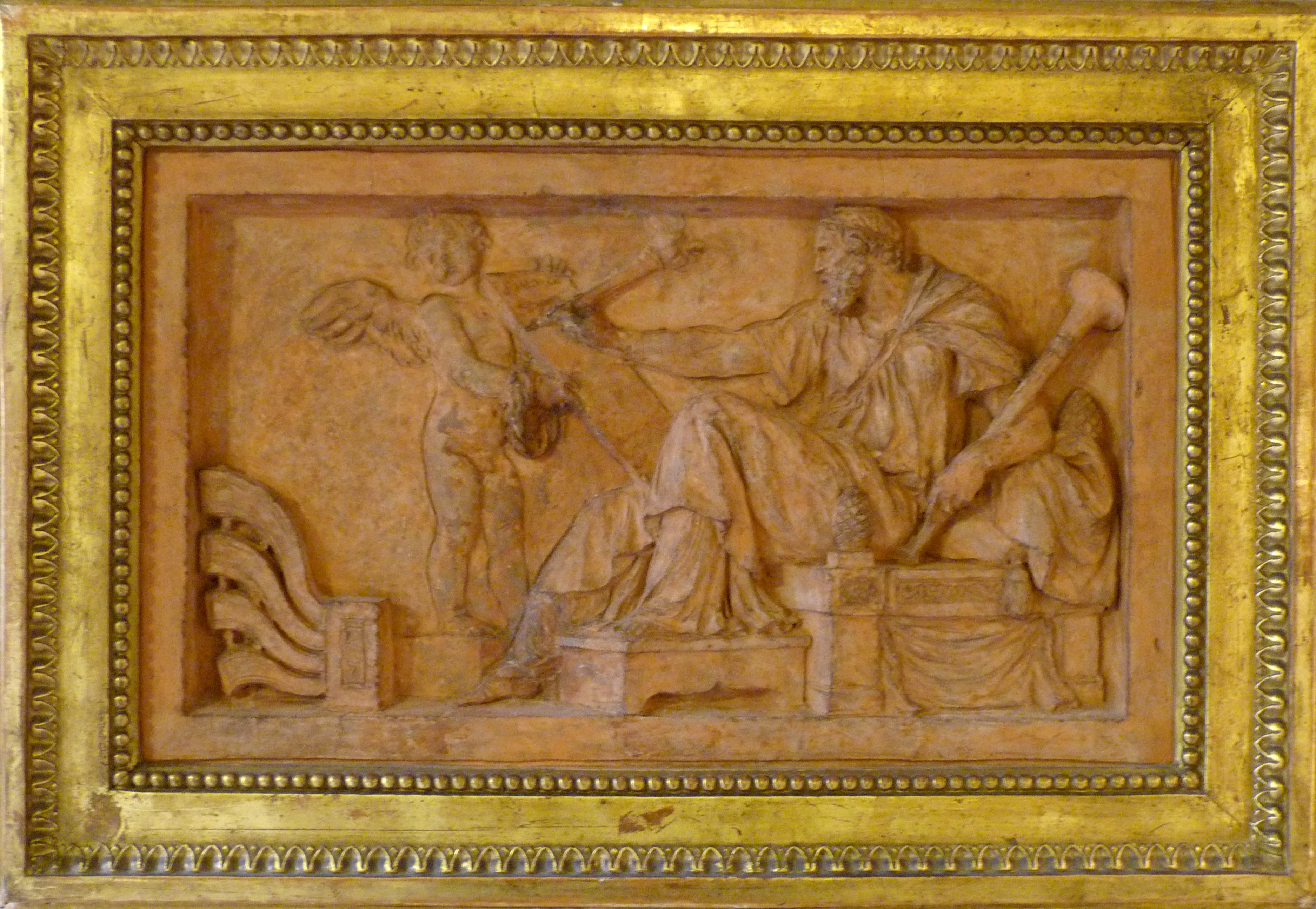
Omero, rilievo di Pajou (Versailles, Museo Lambinet, num. invent. 84.7.1).

### Un’"enciclopedia tribale" e una "civiltà di vergogna"
La poesia omerica celebra i valori di una società aristocratica che non mette in dubbio la piramide sociale. Esistono posizioni e comportamenti preminenti, e condizioni subalterne (schiavi, servi, attendenti, semplici soldati) che si adattano a chi comanda. Emergono quindi da questi versi anche indicazioni pratiche di condotta, utili al mantenimento dell'equilibrio all'interno della comunità. L'esempio più noto è l'ira di Achille nel primo libro dell'Iliade. Essa nasce da un torto subito da parte di Agamennone, però nessuno dei due guerrieri si fa garante del bene del gruppo cui appartiene cedendo e riconciliandosi: il loro contrasto violento è causa di morte e strage. La poesia omerica comunica in tal modo anche saperi e codici finalizzati all'educazione dello spettatore. Lo studioso inglese Eric Havelock ha perciò definito il mondo omerico una enciclopedia tribale, in quanto i testi omerici offrono anche esempi relativi a comportamenti da mantenere all'interno del gruppo: l'assemblea, il banchetto, il combattimento, la preghiera, ecc.
Accanto all'idea di enciclopedia tribale, un altro importante concetto antropologico novecentesco è quello di civiltà della vergogna. Questo concetto fu applicato per la prima volta dall'antropologa statunitense Ruth Benedict alla cultura giapponese durante la Seconda guerra mondiale. Lo studioso irlandese Eric Robertson Dodds, in un saggio del 1951, evidenziò la presenza, nel mondo omerico, della contrapposizione fra shame culture ("cultura della vergogna") e guilt ("colpa"). Gli eroi omerici agiscono sullo sfondo di una civiltà di vergogna: il giudizio che il gruppo può esprimere su di loro guida i comportamenti sociali. Bisogna evitare l'αἰdώς (aidṑs), inteso come "vergogna", in quanto il bene supremo del guerriero sta nel possesso della τιμή (tīmḕ), la pubblica stima.

## Alcuni vocaboli della lingua di Omero
Nella lingua omerica esistono dei vocaboli che spiccano per il loro valore semantico e la forza evocativa. Essi sono:
- αἰδώς (aidṑs) "rispetto", ma anche "vergogna", "pudore". Chi non possiede questa qualità è un essere biasimevole.
- ἀρετή (aretḕ) "valore", "coraggio", "eccellenza" In Omero questo termine è associato ad ἄριστος (àristos, "ottimo, il migliore"), che indica "il guerriero migliore".
- γέρας (ghèrās). Indica generalmente il premio di guerra per aver compiuto un'impresa, o per il fatto di essere a capo di un contingente militare; tuttavia può rappresentare anche una parte di sacrificio per la divinità.
- κλέος (klèos), "gloria". Comprende anche la notorietà che da essa deriva, la fama del ricordo collegata al nome. I κλέα sono in generale le "imprese eroiche" compiute dagli eroi del presente e delle generazioni passate.
- τιμή (tīmḕ), "onore". Indica una particolare condizione di onorabilità ed il riconoscimento di tale onore.
- ἄποινον (àpoinon). Indica il riscatto che viene pagato per ristabilire un equilibrio e come forma di compensazione. Il riscatto viene versato per ottenere un prigioniero (come Criseide, per la quale il padre Crise in Iliade I sborsa un "bottino infinito"), per rimanere in vita o per avere indietro il cadavere di un congiunto. Gli ἄποινα servono anche per fare ammenda nel caso in cui non si sia rispettata la τιμή di qualcun altro (provò a farlo Agamennone per placare l'ira di Achille).[18]

## Opere

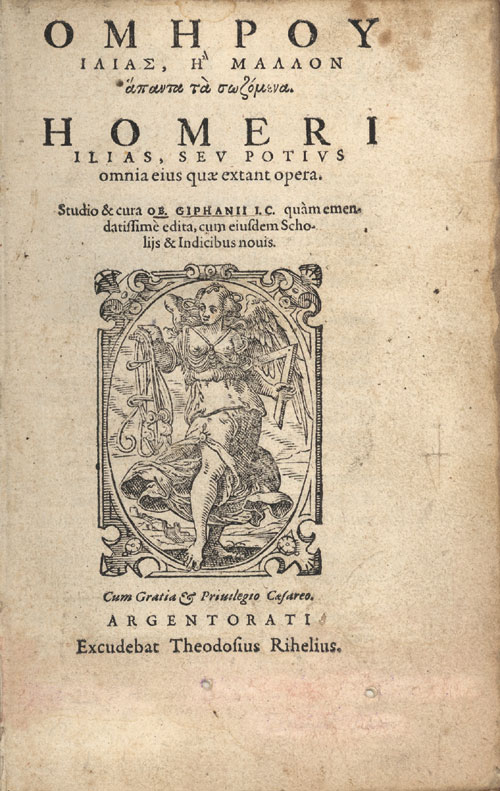
Frontespizio di un'edizione cinquecentesca dell'Iliade.

### Attribuzione tradizionale
- Iliade (ca. IX secolo-VIII secolo a.C.), poema epico che narra le vicende dell'ultimo anno della guerra di Troia.
- Odissea (ca. IX secolo-VIII secolo a.C.), poema epico che narra le vicende del viaggio di ritorno di Odisseo ad Itaca.

### Attribuzione dubbia
- Inni omerici, 33 inni a varie divinità.
- Batracomiomachia, poema eroicomico che narra le vicende di una guerra tra il Regno dei Topi e il Regno dei Ranocchi.
- Margite, poema parodico perduto che narrava in maniera comica i viaggi dello sciocco Margite, sorta di opposto di Odisseo dell'Odissea.
- A volte a Omero venivano attribuiti anche, in tutto o in parte, altri poemi del Ciclo epico, non solo di quello troiano ma anche di quello tebano, andati perduti.

## Il testo d'Omero come "enciclopedia" del mondo greco
Per secoli nel mondo greco il testo di Omero era considerato come fonte di ogni insegnamento e anche nei secoli successivi i poemi omerici oltre che prodigiose creazioni poetiche, sono altresì straordinarie fonti per la comprensione delle consuetudini politiche, delle tecniche metallurgiche, edilizie, dei consumi alimentari delle popolazioni mediterranee in età protostorica.
I versi di Omero hanno assicurato agli archeologi mille fili per l'interpretazione dei reperti di scavo nelle sfere più lontane della vita civile. Se, peraltro, l'Iliade non propone elementi significativi per lo studio della prima agricoltura e dell'allevamento nel mondo egeo, l'Odissea fornisce alcuni elementi di rilievo assolutamente singolare: ospite del re dei Feaci, Odisseo ne visita gli orti, vero prodigio di agricoltura irrigua, sbarcato a Itaca si arrampica tra i boschi e giunge alla porcilaia costruita dal proprio servo Eumeo, un autentico "impianto di allevamento" per 600 scrofe, quindi migliaia di maialetti: autentico precorrimento degli allevamenti moderni. Due cultori autorevoli dell'agricoltura primitiva, Antonio Saltini, docente di storia dell'agricoltura, e Giovanni Ballarini, docente di patologia veterinaria, hanno proposto, in base ai versi di Omero, due stime contrapposte della quantità di ghiande che potevano produrre i querceti di Itaca, e del numero di suini che l'Isola fosse, quindi, in grado di mantenere.
Incontrando il padre, Odisseo gli ricorda, quindi, le piante diverse che il vecchio gli aveva donato per il suo primo giardino, menzionando 13 varietà di pero, 10 di melo, 40 di fico e 50 di uve diverse, la prova dell'intensità della selezione cui l'uomo aveva già sottoposto le specie fruttifere all'alba del primo millennio a.C.

### Il mondo di Omero

La Grecia omerica.

Il mondo viene descritto da Omero come un disco del diametro di quattromila chilometri: Delfi, e quindi la Grecia, è il centro del disco. Questo disco, anch'esso divino e indicato con il nome di Gaia (Γαῖα, anche Γῆ, Gea), è a sua volta circondato da un largo fiume (e dio) indicato con il nome di Oceano (Ὠκεανός, Ōkeanòs) le cui acque corrispondono all'oceano Atlantico, al mar Baltico, al mar Caspio, alle coste settentrionali dell'oceano Indiano e al confine meridionale della Nubia. Il Sole (divino anch'esso e indicato con il nome di Ἥλιος Hḕlios) attraversa nella sua rotazione questo disco, ma il suo volto lucente illumina solo esso, ne consegue che il mondo al di là del disco e quindi della rotazione del sole, ovvero ciò che è oltre il fiume Oceano risulti privo di luce. Da Oceano hanno origine le altre acque, anche quelle infere come lo Stige attraverso connessioni sotterranee. Quando i corpi celesti tramontano si bagnano nell'Oceano, così lo stesso Sole, dopo essere tramontato, lo attraversa per mezzo di una coppa d'oro per risorgere da Oriente il mattino seguente. Al di là del fiume Oceano, c'è il buio, vi sono le aperture all'Erebo, il mondo sotterraneo. Lì, presso queste aperture, vivono i Cimmeri.
Il disco terrestre circondato dal dio-fiume Oceano è suddiviso in tre parti: nord-ovest abitato dagli Iperborei; il meridione, dopo l'Egitto, è abitato dai devoti Etiopi, uomini dal volto bruciato dal Sole, oltre le terre nelle quali vivono i nani Pigmei (Πυγμαῖοι); tra queste due estremità vi è la zona temperata del Mediterraneo nel cui centro si colloca la Grecia. Dal punto di vista verticale, il mondo omerico ha come tetto il Cielo (divino anch'esso con il nome di Urano, Οὐρανός Ūranòs), costituito di bronzo, il quale delimita il percorso del Sole. Ai limiti del Cielo volteggiano gli dèi che amano sedersi sulle cime dei monti e da lì contemplare le vicende del mondo. Dimora degli dèi è uno di questi, il monte Olimpo. Sotto la Terra si situa il Tartaro (Τάρταρος, Tártaros; divinità anch'essa), luogo buio, dove sono incatenati i Titani (Τιτάνες Titánes), divinità sconfitte dagli dèi, luogo circondato da mura di bronzo e chiuso da porte fabbricato da Poseidone. La distanza posta tra la sommità di Urano e la Terra, dice Esiodo nella Teogonia, è percorribile da un'incudine lasciata da lì cadere che raggiungerà la superficie della Terra all'alba del decimo giorno; medesima distanza oppone la Terra dalla base del Tartaro. Tra l'Urano e il Tartaro si situa dunque quel "mondo di mezzo" abitato da dèi celesti e sotterranei, semidei, uomini e animali, dai vivi e dai morti.

## Onorificenze
Ad Omero sono stati intitolati il cratere Homer, sulla superficie di Mercurio, e un asteroide, 5700 Homerus, scoperto nel 1977 da Cornelis Johannes van Houten, Ingrid van Houten-Groeneveld e Tom Gehrels.